# Ernest Sabatier
Ernest Sabatier (MSC, MBE; * 24. Mai 1886 in Chassignolles; † 1965) war ein französischer katholischer Missionar und Autor.
Er wurde bei den Jesuiten zu Valence erzogen und studierte an der Universität Freiburg (Schweiz). 1912 wurde er mit dem Missionarsauftrag für die britische Kolonie Gilbertinseln in Mikronesien betraut und nahm seinen ersten Sitz auf der Insel Abemama. Er verstarb 1965 auf den Gilbertinseln.
Verdienste erwarb er sich als Wörterbuchautor für die gilbertesische Sprache mit seinem Dictionnaire Gilbertin-Français und seinen Studien zur katholischen Missionsgeschichte der Gilbert- und Elliceinseln.

## Werke (Auswahl)
- Le Poème de l'île Apemama du Pacifique, îles Gilbert. Préface de Serge Barrault.  G. Enault, Paris 1929.
- Dictionnaire gilbertin-français. Catholic Mission Press, Tabuiroa, Abaiang, Gilbert Islands 1952.
- Englische Ausgabe: Gilbertese-English dictionary. Te tekitinari n taetae ni Kiribati ma n Ingiriti. Translated by Sister Mary Oliva. South Pacific Commission Publications Bureau, Sydney 1971.
- Sous l'équateur du Pacifique. Les îles Gilbert et la Mission Catholique 1888–1938. Archiconfrérie de N.-D. du Sacré-Cour, Issoudun 1939.
- Englische Ausgabe: Astride the equator. An account of the Gilbert Islands. With a foreword, endnotes and bibliography by H. E. Maude. Oxford University Press, Melbourne 1977, ISBN 0-19-550520-4